# Локтевский сельсовет
Локтевский сельсовет — муниципальное образование со статусом сельского поселения и административно-территориальное образование в Локтевском районе Алтайского края России. Административный центр — село Локоть.

## Демография
По результатам Всероссийской переписи населения 2010 года, численность населения муниципального образования составила 1193 человека, в том числе 568 мужчин и 625 женщин. По оценке Росстата на 1 января 2012 года население составляло 1169 человек.

## Населённые пункты
В состав сельского поселения входит один населённый пункт — село Локоть.